# Гаультерія
Гаультерія (лат. Gaulthéria) — рід рослин родини вересові, що включає в себе близько 170—180 видів, поширених в Азії, Австралії, Північній Америці і Південній Америці. Раніше види, які ростуть в Південній півкулі, відносили до роду пернеттія (Pernettya), але, оскільки ніякої послідовної морфологічної та генетичної різниці між ними не було знайдено, обидва роди були об'єднані.
Деякі види культивуються як декоративні рослини.
Плоди деяких видів їстівні. З листя роблять ароматний чай.

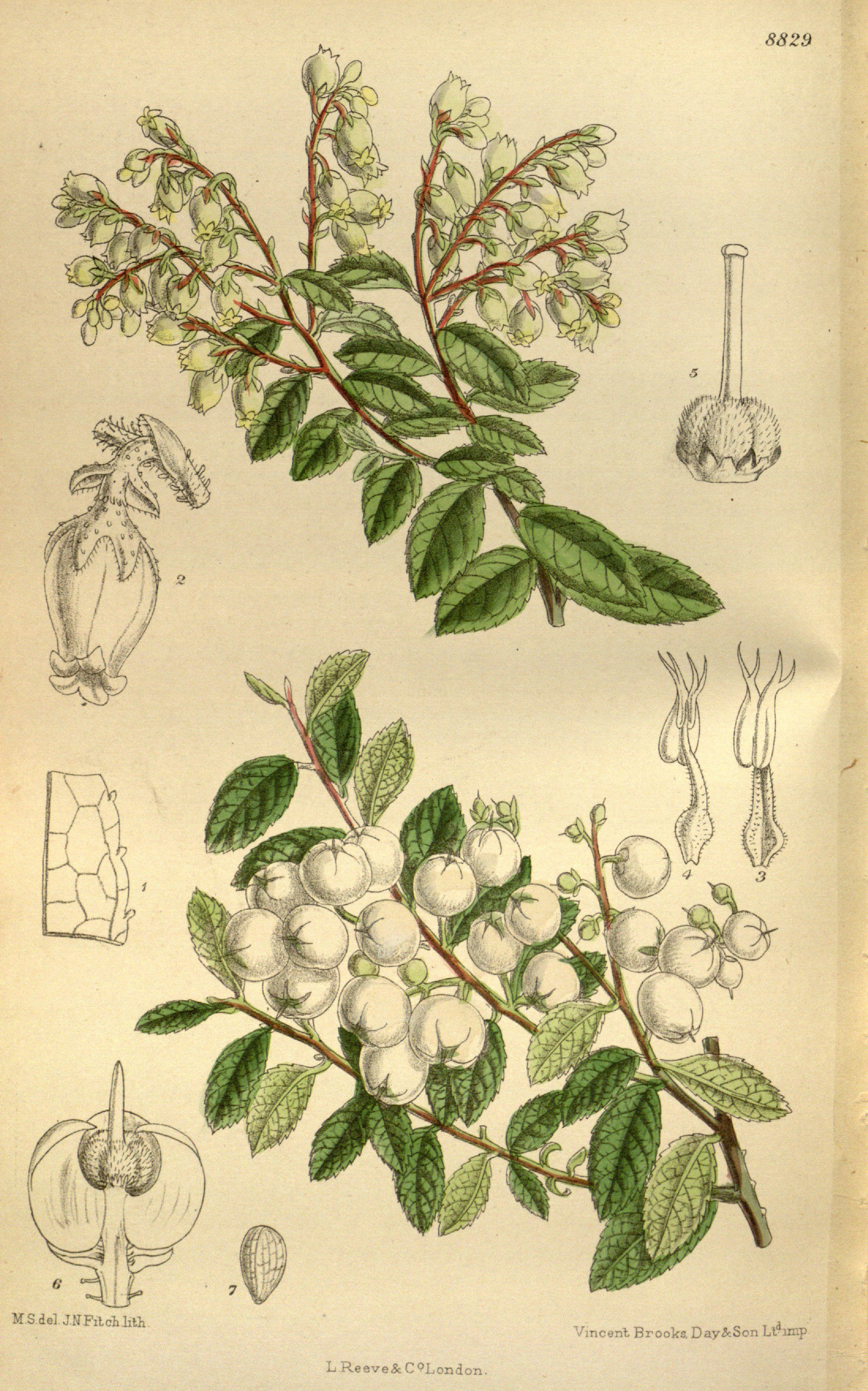
Gaultheria cuneata

За інформацією бази даних The Plant List, рід включає 141 вид.